# Hendrik van Bourgondië (1035-1066)
Hendrik van Bourgondië (ca. 1035 – 27 januari 1070/1074), bijgenaamd de jonker van Bourgondië (le damoiseau de Bourgogne), was de oudste zoon die de volwassen leeftijd bereikte en erfgenaam van hertog Robert I van Bourgondië en zijn vrouw, Helia van Sémur-Brionnais, en een kleinzoon van koning Robrecht II van Frankrijk, waardoor hij tevens lid was van het huis Capet door de zijtak van het oudere huis Bourgondië. Er is weinig bekend over zijn leven en hij stierf kort voor zijn vader overleed en was hierdoor nooit zelf hertog. Twee van zijn zonen werden achtereenvolgens hertog na de dood van hun grootvader, terwijl een derde zoon graaf van Portugal werd door zijn huwelijk met Theresia van León, een dochter van koning Alfons VI van León en Castilië.
De naam van Hendriks vrouw is niet bekend, hoewel zowel Sibylla als Clémence zijn voorgesteld. De eerste naam werd afgeleid uit een ongedateerde necrologie van Besançon, Sainte-Etienne, die "Sibilla, mater ducus Burgundie" (Sibylla, moeder van de hertog van Bourgondië) vermeldt, waarbij men doordat ze niet hertogin wordt genoemd ervan uitgaat dat ze moet zijn gehuwd geweest met de enige vader van een hertog, die zelf nooit hertog was, namelijk Hendrik. Jean Richard heeft echter betoogd dat het gaat om hertogin Sybilla van Bourgondië, de moeder van de toen regerende hertog, Hugo II. Richard stelde op basis van de namen die herhaaldelijk werd gebruikt onder de nakomelingen van haar zoon Odo I van Bourgondië voor dat zij Clémence heette, hoewel Odo's vrouw ook een zuster had, Clementia van Bourgondië, die de inspiratie kon zijn geweest voor het gebruik van deze naam onder zijn nakomelingen. Op basis van het gebruik van de bijnaam Borel door Odo I, stelde de genealoog Szabolcs de Vajay voor dat zijn moeder de dochter van graaf Berengarius Raymond I van Barcelona en zijn derde vrouw, Gisela van Lluca, was en dus een kleindochter van graaf Raymond Borrell van Barcelona, hoewel er hiervoor geen bewijs is terug te vinden in de bronnen. Hendriks vrouw stierf op of kort na 6 juli 1074.

## Familie
Hendrik en zijn vrouw hadden de volgende kinderen:
- Hugo I van Bourgondië (1057-1093), hertog van Bourgondië
- Odo I van Bourgondië (1058-1103), hertog van Bourgondië
- Robert van Bourgondië (1059-1111), bisschop van Langres
- Helia (1061 - ?), een non
- Beatrice (1063 - ?), getrouwd met graaf Guido III van Vignory
- Reginald/Raynald (1065-1090), abt van abdij van Flavigny
- Hendrik van Bourgondië (1066-1112), graaf van Portugal vanaf 1093 en vader van Alfons I, de eerste koning van Portugal

## Voorouders
| Voorouders van Robert I van Bourgondië | Voorouders van Robert I van Bourgondië                                      | Voorouders van Robert I van Bourgondië                                      | Voorouders van Robert I van Bourgondië                                      | Voorouders van Robert I van Bourgondië                                      | Voorouders van Robert I van Bourgondië                                      | Voorouders van Robert I van Bourgondië                                      | Voorouders van Robert I van Bourgondië                                      | Voorouders van Robert I van Bourgondië                                      |
| -------------------------------------- | --------------------------------------------------------------------------- | --------------------------------------------------------------------------- | --------------------------------------------------------------------------- | --------------------------------------------------------------------------- | --------------------------------------------------------------------------- | --------------------------------------------------------------------------- | --------------------------------------------------------------------------- | --------------------------------------------------------------------------- |
| Overgrootouders                        | Hugo Capet (940-996) ∞ 968 Adelheid van Poitiers (952-1004)                 | Hugo Capet (940-996) ∞ 968 Adelheid van Poitiers (952-1004)                 | Willem I van Provence (956-993) ∞ 993 Adelheid van Anjou (-1026)            | Willem I van Provence (956-993) ∞ 993 Adelheid van Anjou (-1026)            | Godfried I van Semur (945–1020) ∞ N. van Brioude (950-985)                  | Godfried I van Semur (945–1020) ∞ N. van Brioude (950-985)                  | Hendrik I van Bourgondië (945-1002) ∞ Mathilde van Chalon (-1019)           | Hendrik I van Bourgondië (945-1002) ∞ Mathilde van Chalon (-1019)           |
| Grootouders                            | Robert II van Frankrijk (972-1031) ∞ 1003 Constance van Arles (1086-1034)   | Robert II van Frankrijk (972-1031) ∞ 1003 Constance van Arles (1086-1034)   | Robert II van Frankrijk (972-1031) ∞ 1003 Constance van Arles (1086-1034)   | Robert II van Frankrijk (972-1031) ∞ 1003 Constance van Arles (1086-1034)   | Dalmas van Sémur (980-1048) ∞ Aremburge van Bourgogne (-1026)               | Dalmas van Sémur (980-1048) ∞ Aremburge van Bourgogne (-1026)               | Dalmas van Sémur (980-1048) ∞ Aremburge van Bourgogne (-1026)               | Dalmas van Sémur (980-1048) ∞ Aremburge van Bourgogne (-1026)               |
| Ouders                                 | Robert I van Bourgondië (1011-1076) ∞ Helia van Sémur-Brionnais (1086-1034) | Robert I van Bourgondië (1011-1076) ∞ Helia van Sémur-Brionnais (1086-1034) | Robert I van Bourgondië (1011-1076) ∞ Helia van Sémur-Brionnais (1086-1034) | Robert I van Bourgondië (1011-1076) ∞ Helia van Sémur-Brionnais (1086-1034) | Robert I van Bourgondië (1011-1076) ∞ Helia van Sémur-Brionnais (1086-1034) | Robert I van Bourgondië (1011-1076) ∞ Helia van Sémur-Brionnais (1086-1034) | Robert I van Bourgondië (1011-1076) ∞ Helia van Sémur-Brionnais (1086-1034) | Robert I van Bourgondië (1011-1076) ∞ Helia van Sémur-Brionnais (1086-1034) |